# Diplomyces
Diplomyces — рід грибів родини Laboulbeniaceae. Назва вперше опублікована 1895 року.

## Класифікація
До роду Diplomyces відносять 3 види:
- Diplomyces actobianus
- Diplomyces atanygnathi
- Diplomyces clavifer